# 42 Pułk Zmechanizowany

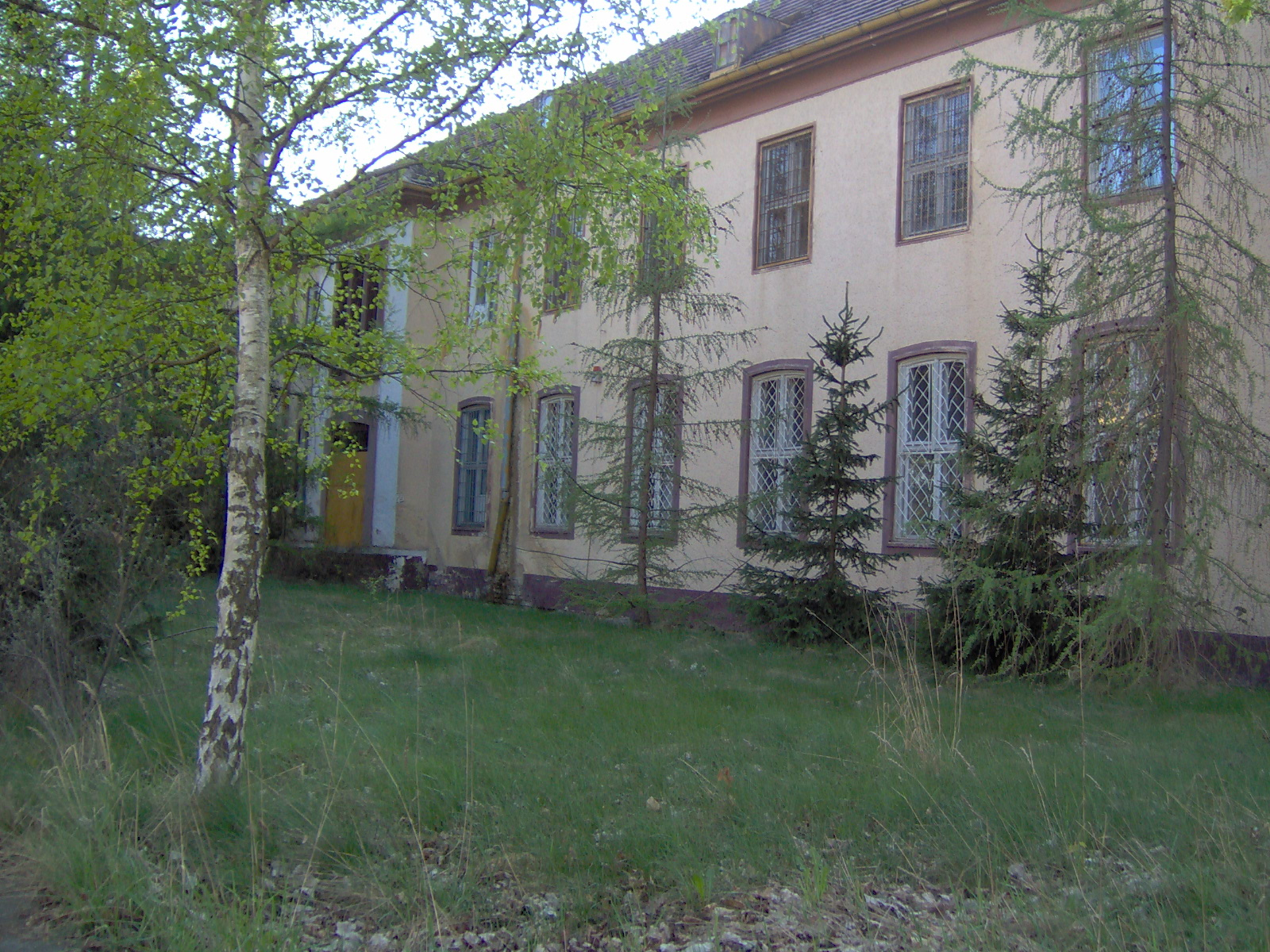
Budynek sztabu 42 pz

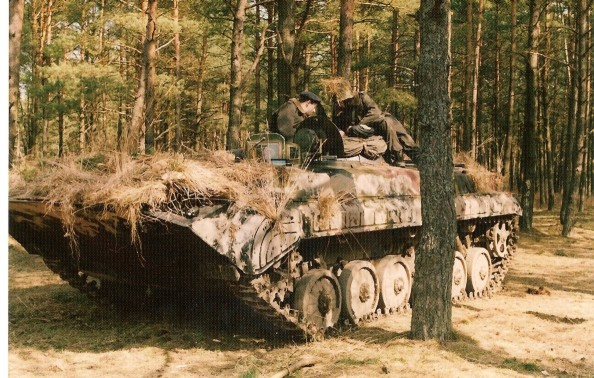
Podstawowy wóz bojowy pułku – (BWP-1)

42 Pułk Zmechanizowany im. Hetmana Wielkiego Koronnego Stanisława Żółkiewskiego (42 pz) – nieistniejący oddział Wojsk Zmechanizowanych Sił Zbrojnych PRL i III RP.

## Historia
W 1950 roku 42 Zmotoryzowany Pułk Piechoty, stacjonujący w garnizonie Żary, został przeformowany w 42 Pułk Zmechanizowany. Jednostka została zorganizowana według etatu Nr 5/65 o stanie 1890 żołnierzy. Oddział wchodził w skład 11 Dywizji Zmechanizowanej, a od 1963 roku 11 Drezdeńskiej Dywizji Pancernej.
Na początku lat 60. XX w. wprowadzono w pułku tzw. „etat pokojowo-wojenny”. W składzie 42 pz znajdowały się: trzy bataliony piechoty zmotoryzowanej, batalion czołgów, artyleria pułkowa; kompanie: łączności, saperów i medyczna oraz plutony: przeciwlotniczy, rozpoznawczy i rozpoznania skażeń. Batalion piechoty zmotoryzowanej miał w swym składzie: trzy kompanie piechoty, kompanię wsparcia oraz pododdziały zabezpieczenia jak: plutony łączności, zaopatrzenia i medyczny oraz drużyna naprawy samochodów. Batalion czołgów składał się z trzech kompanii czołgów, plutonu łączności, plutonu medycznego i drużyny gospodarczej. Artyleria pułkowa posiadała baterię moździerzy i baterię artylerii przeciwpancernej. Pułkowy pluton rozpoznawczy to 4 drużyny rozpoznawcze na opancerzonych samochodach rozpoznawczych oraz 3 czołgi. Stan osobowy pułku zmechanizowanego wynosił 1651 żołnierzy, a zasadnicze uzbrojenie stanowiły: 34 czołgi średnie T-34/85, 3 transportery opancerzone BTR-152, 4 rozpoznawcze samochody opancerzone BRDM-1. Sprzęt artyleryjski to: 6 armat przeciwpancernych 85 mm, 6 dział bezodrzutowych 82 mm, 6 armat przeciwpancernych 57 mm, 6 moździerzy 120 mm i 9 moździerzy 82 mm.
Z dniem 8 lipca 1993 roku jednostka przyjęła imię hetmana wielkiego koronnego Stanisława Żółkiewskiego oraz dziedzictwo tradycji 214 Pułku Ułanów (1920) i 24 Pułku Ułanów im. Hetmana Wielkiego Koronnego Stanisława Żółkiewskiego (1920-1947), a dzień 6 lipca został ustanowiony Świętem Pułku.
W 1995 roku pułk został przeformowany w 11 Brygadę Zmechanizowaną.

## Żołnierze pułku
Dowódcy pułku
- ppłk dypl. Zdzisław Bobecki (1950–1952)
- mjr Józef Banaszewski (1952–1955)
- ppłk Józef Mysłowski (1955–1957)
- ppłk dypl. Bronisław Jakimowicz (1957–1961)
- ppłk Eugeniusz Przybylski (1961–1964)
- płk dypl. Stanisław Mroczka (1964–1965)
- płk dypl. Józef Kamola (1965–1973)
- płk dypl. Zenon Bryk (1973–1975)
- ppłk dypl. Zygmunt Skotnicki (1975–1977)
- ppłk dypl. Jerzy Słowiński (1977–1980)
- ppłk dypl. Jerzy Nantka (1980–1985)
- ppłk dypl. Marek Samarcew (1985–1989)
- mjr dypl. Jan Szydłowski (1989–1990)
- ppłk dypl. Stanisław Nowakowicz (1990–1992)
- mjr dypl. Jerzy Bęben (1992–1993)
- płk dypl. Marek Girek (1993–1995)
- mjr dypl. Janusz Bronowicz (13 I – 30 VI 1995)

## Skład (lata 80. XX w)
- Dowództwo i sztab
  - 3 x bataliony zmechanizowane
    - 3 x kompanie zmechanizowane
    - bateria moździerzy 120mm
    - pluton plot
    - pluton łączności

  - batalion czołgów
    - 3 kompanie czołgów
    - pluton łączności

  - kompania rozpoznawcza
  - dywizjon artylerii samobieżnej a. 2 baterie 122 mm haubic samobieżnych
  - bateria ppanc
  - kompania saperów
  - bateria plot
  - kompania łączności
  - kompania zaopatrzenia
  - kompania remontowa
  - kompania medyczna
  - pluton chemiczny
  - pluton ochrony i regulacji ruchu